# Lanz (Störnstein)
Lanz ist ein Gemeindeteil von Störnstein im oberpfälzischen Landkreis Neustadt an der Waldnaab in Bayern.

## Geographische Lage
Das Dorf liegt 1,6 km nördlich von Störnstein am Reiserbach, der  etwa 300 m östlich von Lanz entspringt und 2 km westlich in die Waldnaab mündet.
Eine Gemeindestraße verbindet den Ort mit Störnstein. Unmittelbar nördlich verläuft die Staatsstraße 2172. Auf der nördlichen Straßenseite liegt gegenüber die Ortschaft Oberndorf.

## Geschichte
Lanz (auch Lönitz, Löncz, Lanndts, Lantz) wurde im Salbuch von 1366 genannt. Das Zinsregister von 1514 erwähnte Lanz mit drei Gütern. Das Urbar von 1602 führte Lanz mit vier Anwesen und einem Hirtenhaus auf.
Lanz gehörte zur lobkowitzischen Herrschaft Störnstein-Neustadt. Zu dieser gehörten 20 Ortschaften sowie 28 weitere auf dem Gebiet von Waldthurn. 1641 wurde Störnstein-Neustadt unter Wenzel Eusebius von Lobkowicz zur gefürsteten Grafschaft erhoben.
Das Herrschaftsgebiet war in vier Viertel geteilt: Neustädter Viertel, Altenstädter Viertel, Denkenreuther Viertel und Oberndorfer Viertel. Lanz gehörte zum Oberndorfer Viertel.
Das Urbar von 1653 verzeichnete in Lanz 6 Mannschaften und das Untertanenverzeichnis von 1741 führte für Lanz 5 Höfe, 1 Tripflhäusl und 6 Mannschaften auf.
1742 hatte Lanz 5 Höfe, 1 Häuser, 1 Pferd, 15 Ochsen, 12 Kühe, 9 Jungrinder, 6 Muttersauen, 3 Frischlinge und 3 Ziegen.
1797 gab es in dem Ort 5 Höfe, 1 Häusel und 6 Herrschaftsuntertanen.
1807 verkaufte Fürst Franz Josef von Lobkowitz, Herzog zu Raudnitz die Grafschaft Störnstein-Neustadt an das Königreich Bayern.
1808/1810 wurde der Steuerdistrikt Lanz gebildet. Die politische Gemeinde Lanz mit den Ortsteilen Lanz, Oberndorf, Wöllershof, Reiserdorf und der Einöde Ernsthof wurde 1818 durch das Gemeindeedikt in Bayern errichtet.
Im Rahmen der Gebietsreform in Bayern wurde am 1. Januar 1972 die Gemeinde Lanz nach Störnstein eingemeindet.

## Einwohnerentwicklung in Lanz ab 1817
| Jahr | Einwohner | Gebäude |
| ---- | --------- | ------- |
| 1817 | 34        | 7       |
| 1838 | 43        | 6       |
| 1871 | 43        | 21      |
| 1885 | 34        | 6       |
| 1900 | 50        | 6       |
| 1913 | 48        | 6       |

| Jahr | Einwohner | Gebäude |
| ---- | --------- | ------- |
| 1925 | 40        | 6       |
| 1950 | 68        | 8       |
| 1961 | 46        | 9       |
| 1970 | 55        | k. A.   |
| 1987 | 58        | 16      |
| 2011 | 40        | k. A.   |

## Persönlichkeiten
- Johann Kreuzer (* 1954 in Lanz), Philosophiehistoriker und Hochschullehrer